# Барановський Теофіл
Теофіл (Теофіль) Барановський (10.11.1840, с. Ріпнів, Золочівський округ (нині — Буський р-н Львів. обл.), Королівство Галичини та Володимирії — 18.07.1897, м. Львів, Королівство Галичини та Володимирії) — український інженер-технік, громадсько-культурний діяч. Співзасновник «Просвіти» і НТШ. Відповідальний редактор газети «Руслан».
Закінчив реальну школу у Львові, пізніше навчався у Львівській політехніці. Від 1869 працював у Крайовому виділі намісництва у Львові, де відповідав за стан справности та консервації ремонту державних доріг на території Галичини. 1869 — тимчасовий технічний асистент, 1872 — етатовий (оплачуваний) асистент. 1885 року заступав крайового інженера в Бережанах. З 1892 року — інженер першого класу.
Один із небагатьох українців Галичини, хто в 1860-х роках обіймав посаду в Крайовому комітеті Галичини. Сучасники згадують його активну позицію і громадську активність. Після другого шлюбу, з полькою Авґустою Шмидович, своїх дітей хрестив за українським обрядом.
Учасник національно-просвітницького руху українців Галичини 1860—90-х років. Один зі засновників товариства «Просвіта» у Львові 1868 року. 1889 року входив до виконавчого комітету у справі зведення будинку товариства. Стояв біля витоків Товариства ім. Шевченка (1873; один із підписантів першого статуту товариства), з 10 травня 1891 року був членом Виділу (президії) НТШ. 1897 року був відповідальним редактором газети «Руслан», хоча до редакційних справ не втручався.
Похований на 12 полі Личаківського цвинтаря.Могила не збереглась.